# Алеки Лутуи
Алеки Лутуи (енгл. Aleki Lutui; 1. јул 1978) професионални је тонгански рагбиста, који тренутно игра за премијерлигаша Глостер. Висок 180 cm, тежак 108 кг, Лутуи је за Беј оф Пленти постигао највише есеја у сезони 2002. За Чифсе је одиграо 29 утакмица и постигао 10 поена. За Вустер је одиграо 181 меч и постигао 115 поен, за Единбург 8 утакмица, а за Глостер је до сада одиграо 14 утакмица. За репрезентацију Тонге је дебитовао 1999. у тест мечу против Грузије. Играо је на два светска првенства (2007 и 2011). За репрезентацију Тонге укупно је до сада одиграо 38 тест мечева и постигао 25 поен.